# Manchones (kommunhuvudort)
Manchones är en kommunhuvudort i Spanien.   Den ligger i provinsen Provincia de Zaragoza och regionen Aragonien, i den nordöstra delen av landet, 200 km öster om huvudstaden Madrid. Manchones ligger 726 meter över havet och antalet invånare är 146.
Terrängen runt Manchones är kuperad åt sydväst, men åt nordost är den platt. Manchones ligger nere i en dal. Runt Manchones är det ganska glesbefolkat, med 23 invånare per kvadratkilometer. Närmaste större samhälle är Daroca, 5,8 km sydost om Manchones. Omgivningarna runt Manchones är i huvudsak ett öppet busklandskap.